# Кан Сан Ун
Кан Сан Ун, другой вариант — Кан Сан-Ун (4 октября 1915, Сучанская волость, Ольгинский уезд, Приморская область — ноябрь 1970) — агроном колхоза имени Димитрова Нижне-Чирчикского района Ташкентской области, Узбекская ССР. Герой Социалистического Труда (1951).

## Биография
Родился в 1915 году в крестьянской корейской семье в Ольгинском уезде Приморской области. В шестилетнем возрасте стал сиротой, воспитывался у родственников.
В 1932 году окончил семилетку в селе Пуциловка Ворошиловского района (сегодня входит в городской округ Уссурийска). Потом трудился в колхозе «Северный маяк» Ольгинского района (1933—1935).
В 1937 году депортирован в Кзыл-Ординскую область, Казахстанская ССР. В 1939 году окончил Кзыл-Ординский сельскохозяйственный техникум. С 1939 года — учитель начальной школе Калининского района Ташкентской области, с 1940 года — секретарь колхоза имени Димитрова Нижне-Чирчикского района. Потом трудился участковым агрономом 2-й МТС Нижне-Чирчикского района (1941—1946). В 1947 году вступил в ВКП(б).
С марта 1946 до выхода на пенсию — учётчик, полевод, бригадир, агроном колхоза имени Димитрова Нижне-Чирчикского района.
В 1950 году колхоз имени Димитрова благодаря трудовой деятельности агронома Кан Сан Уна, применившего передовые агрономические методы, вырастил в среднем по 76,1 центнера зеленцового стебля кенафа с каждого гектара на площади 398 гектара. Указом Президиума Верховного Совета СССР от 22 мая 1951 года удостоен звания Героя Социалистического Труда с вручением ордена Ленина и золотой медали «Серп и Молот».
Скончался в ноябре 1970 года. Похоронен на кладбище бывшего колхоза имени Димитрова Нижне-Чирчикского района.
Награды
- Герой Социалистического Труда
- Орден Ленина
- Медаль «За доблестный труд в Великой Отечественной войне 1941—1945 гг.»